# Evelyn Nesbit
Florence Evelyn Nesbit (Tarentum, 25 december 1884 – Santa Monica, 17 januari 1967) was een Amerikaans model en actrice, die vooral ook de geschiedenis in ging door haar betrokkenheid bij de moord op haar ex-minnaar, de architect Stanford White, door haar echtgenoot Harry Kendall Thaw, ten tijde van het gebeuren betiteld als 'the crime of the century'.

## Biografie
Nesbit werd geboren uit Schots-Ierse ouders en had nog een jongere broer. Haar vader was advocaat en overleed in 1893, kort nadat het gezin naar Pittsburgh was verhuisd. Zijn overlijden leidde tot een snelle verarming van het achterblijvende gezin. Evelyn trok echter met haar schoonheid al snel de aandacht van lokale kunstenaars en het model zitten werd later een belangrijke bron van inkomsten voor de familie.
In 1901, op 16-jarige leeftijd, verhuisde ze met haar moeder naar New York, waar ze voor professionele kunstenaars en fotografen poseerde, zoals kunstschilder Frederick Church, fotograaf Rudolf Eickemeyer en illustrator Charles Dana Gibson, die haar tekende in zijn beroemde reeks van Gibson Girls. Ook werd ze veelgevraagd als model in de modewereld en verscheen met grote regelmaat in kranten en tijdschriften.

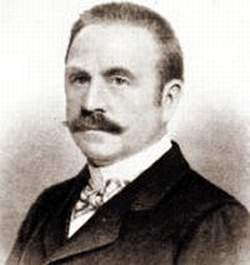
Stanford White

### Stanford White
In 1901, kort na haar aankomst in New York, ging Nesbit ook werken als revuedanseres in de musical Florodora op Broadway. Daar werd ze als 16-jarige opgemerkt door de bekende 47-jarige architect Stanford White. White was gehuwd maar stond erom bekend zich vaak met jonge meisjes te omgeven. Hij had een door hem zelf ontworpen appartement op Madison Square Garden. Het appartement had een boven het woongedeelte een soort loft met spiegels vanuit alle hoeken, zware, rode veloursgordijnen en zelfs een roodfluwelen schommel waarop zijn 'stoeipoezen' naakt of bijna naakt konden plaatsnemen. White nodigde Nesbit uit in zijn appartement. Tijdens het diner werd ze, naar ze later beweerde, dronken gevoerd met champagne. Ze kon zich nog herinneren dat ze met White de 'spiegelloft' betrad, op verzoek van White een gele satijnen kimono aantrok, maar daarna verloor ze het bewustzijn, om later in dezelfde ruimte naast White ontmaagd wakker te worden.

### John Barrymore

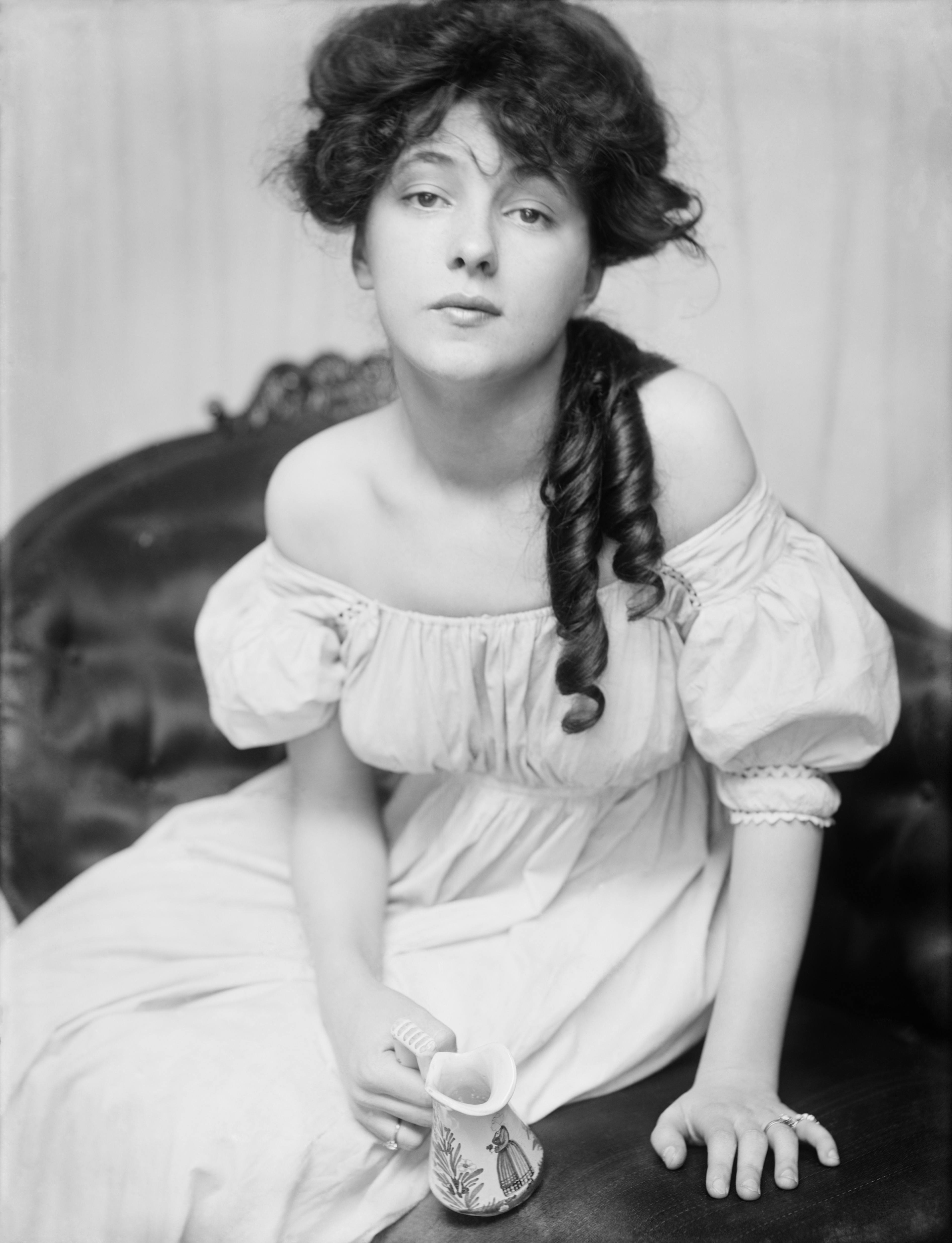
Evelyn Nesbit, door Gertrude Käsebier, 1900

White liet Nesbit na korte tijd weer vallen voor andere jonge meisjes, waarna haar het hof werd gemaakt door de 19-jarige acteur en cartoonist John Barrymore, op wie ze vervolgens zwaar verliefd werd. Een huwelijksaanzoek sloeg ze echter af, vooral omdat haar moeder Barrymore financieel gezien geen attractieve partij voor haar dochter achtte. Met de hulp van White, aan wie Evelyn zich emotioneel nog steeds sterk verbonden voelde, werd geregeld dat ze naar een internaat in New Jersey ging, om haar een tijdje op afstand te houden van Barrymore.

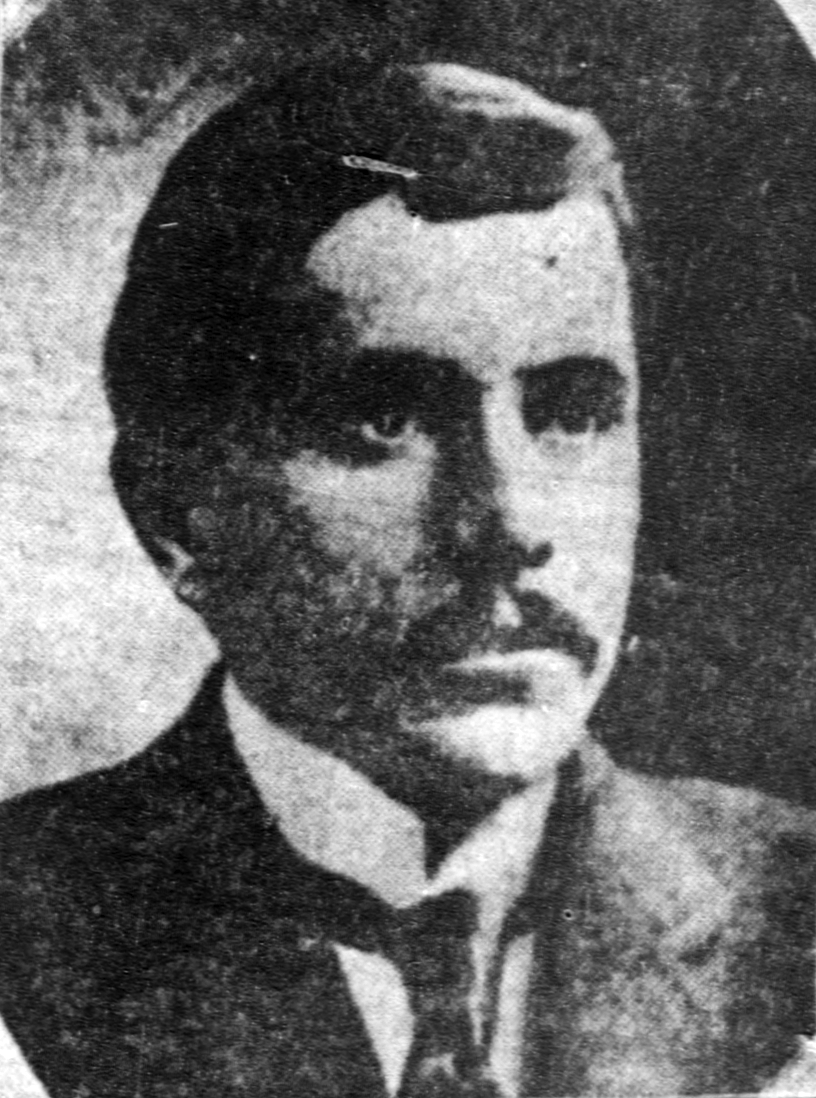
Thaw

### Harry Kendall Thaw
Na enkele korte relaties met een polospeler en de zoon van een bekend uitgever, was de volgende man in Nesbits leven Harry Kendall Thaw, de zoon van een steenrijke kolen- en wegenbouwmagnaat uit Pittsburgh. Thaw was geheel bezeten door Nesbit en extreem jaloers. Hij was vooral geobsedeerd door de vroegere relatie tussen Nesbit en White (die hij consequent 'het beest' noemde) en wilde daar tot in het kleinste details alles over weten. Zelf bleek Thaw een sadomasochist en was hij verslaafd aan cocaïne. Daarbij was hij ook niet ongevaarlijk en droeg hij bijvoorbeeld altijd een pistool bij zich om zijn 'bezit' te verdedigen. Niettemin trouwden beiden in 1905, nadat Thaw Nesbit tijdens een Europese reis ten huwelijk had gevraagd.
In 1910 kreeg Nesbit een zoon, Russell William (tijdens de Tweede Wereldoorlog een beroemd piloot), waarvan ze zelf altijd is blijven volhouden dat Thaw de vader was, hoewel die zich toentertijd al enkele jaren in de gevangenis bevond en zelf zijn vaderschap altijd ontkend heeft.

### Moord op Stanford White

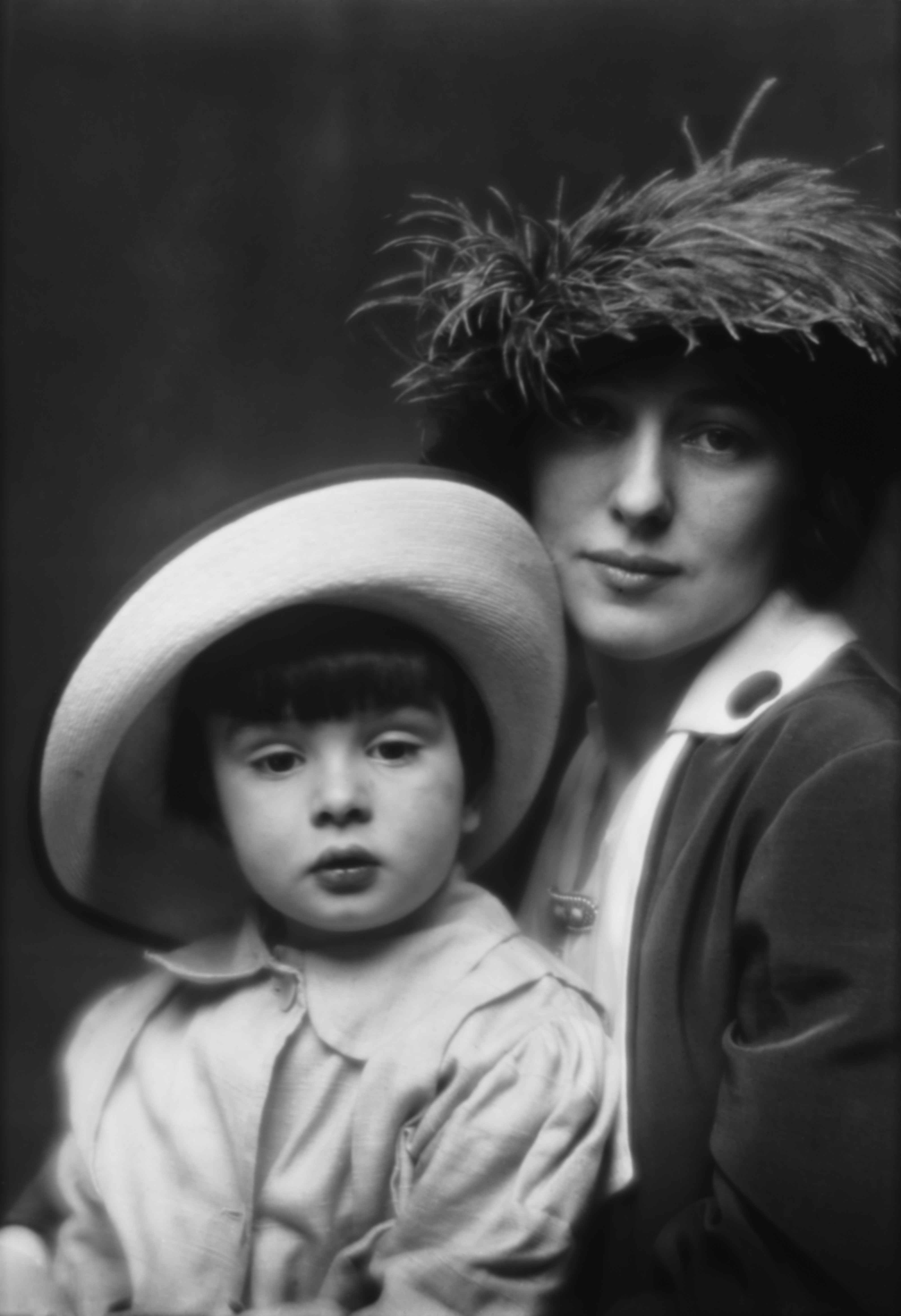
Nesbit met haar zoon, door Genthe, 1913

Op 25 juni 1906 liepen Nesbit en Thaw White tegen het lijf in het restaurant 'Café Martin' en later opnieuw in het publiek tijdens een uitvoering van de musical Mamzelle Champagne van Edgar Allan Woolf op Madison Square Garden. Midden tijdens de uitvoering van het lied 'I Could Love A Million Girls' stond Thaw plotseling op en schoot White recht in het gezicht, onder het uitroepen van de woorden "Je zult deze vrouw nooit meer zien". White was op slag dood.
Er volgden twee rechtszittingen. Tijdens de eerste zitting kwam de jury niet tot een eensluidend oordeel. Tijdens de tweede zitting zette Thaw in op tijdelijke ontoerekeningsvatbaarheid. Ook Nesbit werd als getuige decharge opgeroepen. Thaws moeder had haar een miljoen dollar en een 'stille' scheiding beloofd als ze zou getuigen dat White haar had verkracht en dat Thaw enkel had geprobeerd haar eer te redden. Dat deed ze, ze kreeg haar scheiding, maar het geld heeft ze nooit ontvangen. Moeder Thaw blokkeerde per direct alle geldstromen naar Nesbit.
Thaw zat zijn straf uit in het Matteawan State Hospital for the Criminally Insane in Beacon (New York), waar hij grote vrijheden genoot. In 1913 ontsnapte hij nog korte tijd naar Canada, maar werd snel opgepakt en weer uitgeleverd aan de Verenigde Staten. In 1915 werd hij genezen verklaard om vervolgens direct vrijgelaten te worden. Na zijn vrijlating genoot hij het aanzien van een held die een onschuldig meisje gewroken had.

### Nesbits latere leven
In de jaren na het proces tegen Thaw bouwde Nesbit een bescheiden carrière als vaudeville-artieste en filmactrice op (waarbij ze ironischerwijze vooral vrouwen speelde met twijfelachtige reputaties). In 1916 huwde ze met haar danspartner Jack Clifford, maar in 1918 gingen ze weer uit elkaar.
Nesbit raakte verslaafd aan alcohol en morfine en deed meerdere zelfmoordpogingen. In 1926 gaf de toen werkeloze Nesbit een interview aan The New York Times waarin ze zei zich met Thaw te hebben verzoend, klaarblijkelijk in de hoop hem weer terug te kunnen winnen. Ze werd daarin echter teleurgesteld. Thaw overleed in 1947 in Miami aan een hartaanval en liet Nesbit van zijn miljoenenvermogen slechts 10.000 dollar na.
Op latere leeftijd werkte Nesbit als keramieklerares in Northfield (New Jersey). In 1955 was ze nog als adviseur betrokken bij de verfilming van haar leven onder de titel The Girl in the Red Velvet Swing, met in de hoofdrol Joan Collins). Ze overleed in 1967, op 82-jarige leeftijd en werd begraven in Culver City, Californië.
Nesbit publiceerde twee keer haar memoires, The Story of My Life (1914) en Prodigal Days (1934). E.L. Doctorow verwerkte Nesbits levensverhaal in zijn roman Ragtime, die in 1981 door Miloš Forman verfilmd werd met Elizabeth McGovern als Evelyn.

## Filmografie

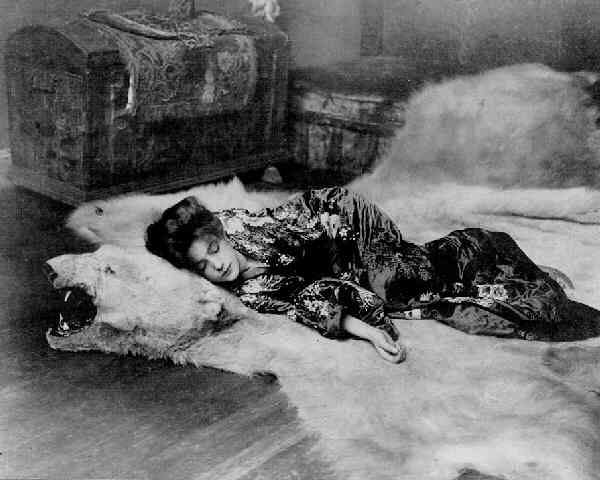
Tired Butterfly, door Eickemeyer, 1904

- 1914: Threads of Destiny
- 1916: A Lucky Leap
- 1917: Redemption
- 1918: Her Mistake
- 1918: The Woman Who Gave
- 1918: I Want to Forget
- 1919: Woman, Woman!
- 1919: Thou Shalt Not
- 1919: A Fallen Idol
- 1919: My Little Sister
- 1922: The Hidden Woman